# Drei Bissen vom Apfel
Drei Bissen vom Apfel (Originaltitel: Three Bites of the Apple) ist ein US-amerikanischer Spielfilm von Alvin Ganzer aus dem Jahr 1967. Das Drehbuch verfasste George Wells. Die Hauptrollen sind mit David McCallum, Sylva Koscina und Domenico Modugno besetzt. In den USA konnte man den Film erstmals am 24. Mai 1967 auf der Leinwand sehen, in der Bundesrepublik Deutschland am 9. Juni 1967.

## Handlung
Stanley Thrumm, ein höflicher, anständiger, netter, blonder junger Mann ist Reiseleiter und sorgt für seine Schwester, die von ihrem Mann mit zwei Kindern sitzengelassen worden ist. Auf einer Rundreise durch Europa gewinnt er in einem italienischen Casino (nur zufällig und in Samariterdiensten ist er dorthin geraten) ungewollt einen Haufen Geld. Vor dem Ausgang erwartet ihn schon Carla Moretti, eine äußerst attraktive Dame, und beginnt ihn zu umgarnen. Solcher Angriffe höchst ungewohnt, geht er ihr eilfertig ins Netz. Überwältigt von dem Glück, merkt er nicht, dass es die Dame nur auf seine Lire abgesehen hat. Carlas ehemaliger Ehemann stellt sich als Geschäftsmann vor und überredet Stanley nebenbei, die zwanzig Millionen Lire in ein lukratives Geschäft zu investieren. Aber dumm ist Stanley auch nicht; misstrauisch geworden, verlangt er das Geld zurück. Er erfährt von Carlas Komplott, trägt es jedoch mit einiger Fassung, denn das große Glück in seinem stillen Leben war ihm das Geld wert. Solche Haltung muss freilich belohnt werden; Carla bringt reumütig die Lire zurück, und er verzeiht ihr. So viel Edelmut wandelt sie um; ziemlich rasch wird sie ehrbar, und die beiden können zusammenbleiben.

## Kritik
Das Lexikon des internationalen Films bemerkt lapidar, bei dem Werk handle es sich um eine schwache Gaunerkomödie aus Hollywood. Zu einer ähnlichen Einschätzung gelangte der Evangelische Film-Beobachter: „Teils Langeweile im gepflegten Stil, teils harmlose Unterhaltung.“